# Paraza
Paraza là một xã của Pháp, nằm ở tỉnh Aude trong vùng Occitanie. Người dân địa phương trong tiếng Pháp gọi là Parazanais.

## Hành chính
| Danh sách các xã trưởng                |           |                |      |         |
| Giai đoạn                              | Giai đoạn | Tên            | Đảng | Tư cách |
| juin 1995                              |           | Francis Garcia | PS   |         |
| 1989                                   | 1995      | Alain Tisseyre | PCF  |         |
| 1983                                   | 1989      | Robert Azam    | PCF  |         |
| 1971                                   | 1983      | Georges Gautié | PCF  |         |
| 1957                                   | 1971      | Pierre Reynes  | PCF  |         |
| Tất cả các dữ liệu trước đây không rõ. |           |                |      |         |

## Thông tin nhân khẩu
| Năm    | 1962 | 1968 | 1975 | 1982 | 1990 | 1999 | 2005 |
| ------ | ---- | ---- | ---- | ---- | ---- | ---- | ---- |
| Dân số | 435  | 440  | 410  | 383  | 401  | 390  | 540  |

## Nhân vật nổi bật
- Pierre-Paul Riquet